# サンタントニーノ・ディ・スーザ
サンタントニーノ・ディ・スーザ（伊: Sant'Antonino di Susa）は、イタリア共和国ピエモンテ州トリノ県にある、人口約4,200人の基礎自治体（コムーネ）。

## 地理

### 位置・広がり

#### 隣接コムーネ
隣接するコムーネは以下の通り。
- ボルゴーネ・スーザ
- コアッツェ
- コンドーヴェ
- ヴァイエ
- ヴィッラール・フォッキアルド

## 行政

### 分離集落
サンタントニーノ・ディ・スーザには、以下の分離集落（フラツィオーネ）がある。
- Cresto, Mareschi, Vignassa